# Grünenbaum (Radevormwald)
Grünenbaum ist eine Ortschaft in Radevormwald im Oberbergischen Kreis im nordrhein-westfälischen Regierungsbezirk Köln in Deutschland.

## Lage

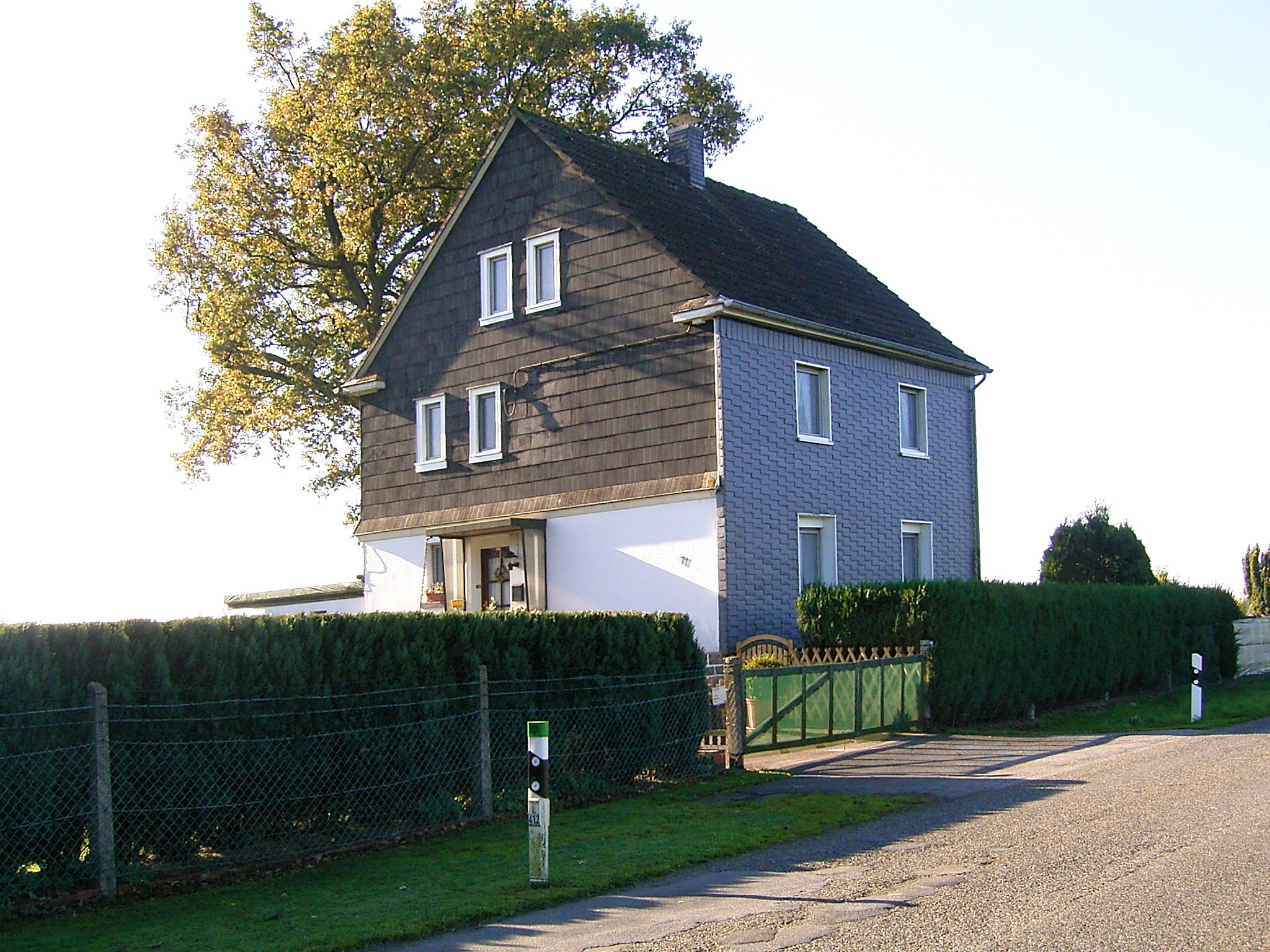
Ansicht in Grünenbaum

Der Ort liegt an der Landesstraße 412 zwischen Heide und Bergerhof. Weitere Nachbarorte heißen Hulverscheidt, Espert und  Nadelsiepen.
Östlich von Grünenbaum entspringt der Hulverscheider Bach, ein Nebenbach des Wiebachs, welcher in seinem weiteren Verlauf in die Wuppertalsperre mündet. Westlich von Grünenbaum fließt der Heider Bach, der ebenfalls in die Wuppertalsperre mündet.

## Wander- und Radwege
Der Radrundweg R1 verläuft auf der alten Bahntrasse westlich am Ort vorbei.